# Jesús Balmori
Jesús Balmori y Gonzalez-Mondragon (ur. 10 stycznia ok. 1886–1887 w Manili, zm. 23 maja 1948 tamże) – filipiński poeta, dramaturg i pisarz.

## Życiorys
Urodził się 10 stycznia w manilskiej dzielnicy Ermita. Nie ma natomiast jasności co do daty rocznej jego urodzenia. Niektóre źródła mówią o 1886, inne zaś o 1887. Aktywny twórczo już w bardzo młodym wieku. Zadebiutował zbiorem poetyckim Rimas malayas (1904). W 1908 zdobył pierwszą nagrodę w konkursie poetyckim z okazji Dnia Rizala zorganizowanym przez pismo „El Renacimiento”, za wiersze Specs, Vaevictis i Himno a Rizal. Sukces ten przyniósł mu znaczny rozgłos, przyczynił się ugruntowania się jego pozycji jako jednego z wiodących głosów lirycznych archipelagu. Żywo zaangażowany w życie filipińskiego środowiska poetyckiego swoich czasów, brał udział w licznych wierszowanych debatach. Debaty te, zwane od nazwiska swego inicjatora i pomysłodawcy balagtasan posłużyły Balmoriemu, w formie transkryptów, za źródło książki Balagtasan: justa poética (1927). Jedna z owych debat przyniosła mu również prestiżową Nagrodę Zobla, dzieloną z Manuelem Bernabé (1926). 
Czasem ukrywał się pod pseudonimem Batikuling. Na łamach pisma „La Vanguardia” publikował poezje o zabarwieniu satyrycznym. Stopniowo zrodziła się z nich książka El libro de mis vidas manileñas (1928). W 1941 światło dzienne ujrzał jeszcze zbiór Mi casa de nipa, nagrodzony uprzednio (1940) w konkursie zorganizowanym przez rząd pozostających wówczas w stowarzyszeniu ze Stanami Zjednoczonymi Filipin. Praca ta uznawana jest za szczytowe osiągnięcie poezji hiszpanofilipińskiej.
Autor powieści, choćby Se deshojó la flor (1915), Bancarrota de almas (1911) i Los pájaros de fuego (1945). Pozostały po Balmorim sztuki teatralne, żadna z nich wszakże nie doczekała się publikacji. Pozostawił także liczne krótkie formy prozatorskie, rozproszone na przestrzeni zarówno dekad jak i najrozmaitszych tytułów prasowych. Uwzględniany w wielu antologiach literackich, między innymi Discursos de Malolos y Poesías Filipinas en Español (1965), Parnaso Filipino. Antología de poetas del Archipiélago Magallánico (1922) i Balagtasan: La Poesía de Jesús Balmori y Manuel Bernabé y Otras Cosas Más. Siendo lo mejor de lo escrito por Filipinos de Rizal a Nick Joaquín (1992).
Zmarł na raka gardła, w Manili. Dzień przed śmiercią stworzył, dedykowany żonie, wiersz A Cristo.